# Djamila Bouhired
Djamila Bouhired (en arabe : جميلة بوحيرد), née en juin 1935 à Alger, est durant la guerre d'Algérie (1954-1962) une militante du Front de libération nationale (FLN), collaboratrice de Yacef Saâdi, chef de la Zone autonome d'Alger.
Arrêtée en 1957 au cours de la bataille d'Alger, elle fait partie des six femmes du FLN condamnées à mort pour avoir participé aux attentats de 1956-1957. Une campagne est organisée par son avocat, Jacques Vergès, et par l'écrivain Georges Arnaud, pour protester contre cette condamnation. Elle est graciée par le général de Gaulle en 1959 et libérée de prison à la suite des accords d'Évian (19 mars 1962). 
Après l'indépendance, elle épouse Jacques Vergès en 1965, puis divorce durant la période où celui-ci disparait mystérieusement (1970-1978). 
Dans les années récentes, elle participe au mouvement de protestation contre le système politique en place en Algérie, prenant notamment part à deux manifestations à Alger en 2019.

## Biographie

### Origines familiales et formation
Djamila Bouhired naît en juin 1935 à Alger, principale ville de l'Algérie française, dans une famille de la classe moyenne, d'un père algérien et d'une mère tunisienne. 
Elle est scolarisée à l'école française[pas clair].

### Pendant la guerre d'Algérie

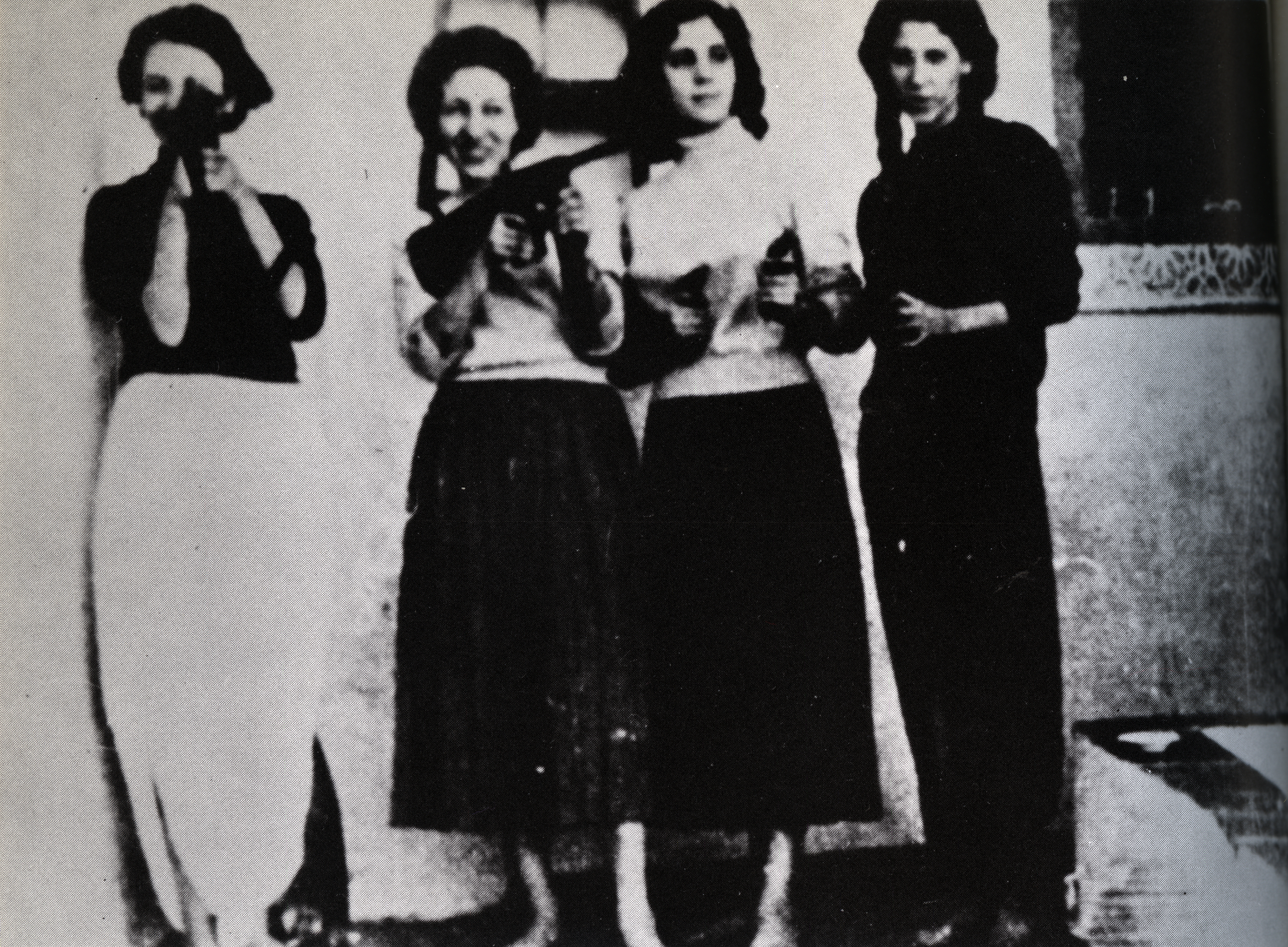
De gauche à droite : Samia Lakhdari, Zohra Drif, Djamila Bouhired et Hassiba Ben Bouali vers 1956.

#### Premiers pas
Djamila Bouhired rejoint le FLN alors qu'elle est étudiante. 
Elle devient ensuite agent de liaison, puis entre dans le « réseau bombes » de la Zone autonome d'Alger dirigé par  Yacef Saâdi, dont elle devient l'assistante personnelle. En 1956, une vague d'attentats est lancée par Yacef Saadi. 

#### Les attentats du FLN et la bataille d'Alger (1956-1957)
Le 30 septembre 1956, Djamila Bouhired dépose dans le hall du Maurétania une bombe qui n'explose pas, car le branchement avait été mal effectué par Rachid Kouache, l'artificier,. 
Elle recrute Djamila Bouazza, qui le 26 janvier 1957, dépose une bombe au café Le Coq Hardi, avec cette fois des effets meurtriers. 
Elle recrute aussi une certaine Zoulikha, responsable de l'attentat de la rue Colonna-d’Ornano.
Face à ces attentats, les autorités décident de donner les pouvoirs de police dans la zone Alger-Sahel au général Massu et à ses troupes, notamment les parachutistes de la 10e DP.

#### Arrestation (9 avril 1957), hospitalisation et interrogatoires
Le 9 avril 1957, arrêtée par la 4e compagnie du 9e régiment de Zouaves du capitaine Sirvent, cantonnée au palais Dar El Souf place Henry-Klein (basse Casbah), Djamila Bouhired est blessée par Yacef Saadi dans la fusillade qui s'ensuit. 
Elle est conduite à l'hôpital Maillot, où les médecins constatent que la balle a traversé l'épaule sans toucher la clavicule, mais en effleurant le poumon. 
Suzanne Massu lui rend visite à l'hôpital et obtient de son époux qu'elle soit interrogée par un officier de son service de renseignement plutôt que transférée dans un centre d'interrogatoire. 
Mais comme elle est porteuse de documents prouvant qu'elle est en contact avec Yacef Saadi, les services spéciaux la torturent pour lui faire avouer où il se cache. Elle ne livre que des adresses sans importance et des informations déjà révélées par les documents saisis. 
Mal remise de son interrogatoire, lorsque le capitaine Jean Graziani lui demande ce qu'elle a fait, elle répond : « Fumier ! » Elle reçoit une gifle en retour, mais Graziani n'insiste pas et la fait soigner. 
Le 17 avril, elle est transférée au QG de la division parachutiste du général Massu. Le 20 avril, elle révèle à Graziani des caches contenant treize bombes et des armes.

#### Condamnation à mort (13 juillet 1957) et suites
Inculpée pour sa participation aux attentats, elle est condamnée à mort le 15 juillet 1957, ainsi que Djamila Bouazza,. 
Cette condamnation est à l'origine d'une intense campagne médiatique menée par son avocat, Jacques Vergès, et par l'écrivain Georges Arnaud, auteurs du manifeste Pour Djamila Bouhired, publié la même année aux Éditions de Minuit. Ce manifeste est avec la Question d'Henri Alleg, un des textes qui alertent l'opinion publique sur les mauvais traitements et les tortures infligées par l'armée aux combattants du FLN. Soutenue par une intense campagne internationale, elle est graciée en 1959 par le président de la République, Charles de Gaulle, mais reste en prison. 
Elle est libérée en 1962 dans le cadre des accords d'Évian.

### Après la guerre: épouse de Jacques Vergès (années 1960 et 1970)
Après sa libération, Djamila Bouhired travaille pour Révolution africaine, un magazine centré sur les révolutions nationalistes africaines, aux côtés de Jacques Vergès, qu'elle épouse en 1965. 
Après la naissance de deux enfants (Meriem et Liess), Jacques Vergès disparaît  pendant huit ans (1970-1978), abandonnant femme et enfants (disparition qui reste aujourd'hui encore inexpliquée). 
Djamila Bouhired demande, et obtient[Quand ?], le divorce.

### Événements récents (2015-2019)
En novembre 2015, des rumeurs circulent à propos de son décès. Une prière mortuaire (fatiha) est même récitée en sa mémoire au Parlement tunisien,,.
Le 1er mars 2019,  à Alger, Djamila Bouhired se joint sous les acclamations des personnes présentes à une manifestation de protestation contre la candidature d'Abdelaziz Bouteflika à l'élection présidentielle d'avril suivant,. 
Le 19 avril 2019, elle participe à une autre manifestation pour rejeter le système politique algérien et exiger un changement de constitution pour la République algérienne.

## Postérité (cinéma)
Sa vie a été adaptée au cinéma par Youssef Chahine dans le film Djamilah, sorti en 1958. Chahine se rend en Algérie en pleine guerre d'indépendance, pour la rencontrer, sans y parvenir. 
Son parcours est aussi évoqué dans la première partie du film L'Avocat de la terreur, consacré à Jacques Vergès. 
En 2017, elle s'oppose par une déclaration publique à tout nouveau film qui lui serait consacré, craignant une instrumentalisation par le pouvoir en place.

## Galerie

Photo
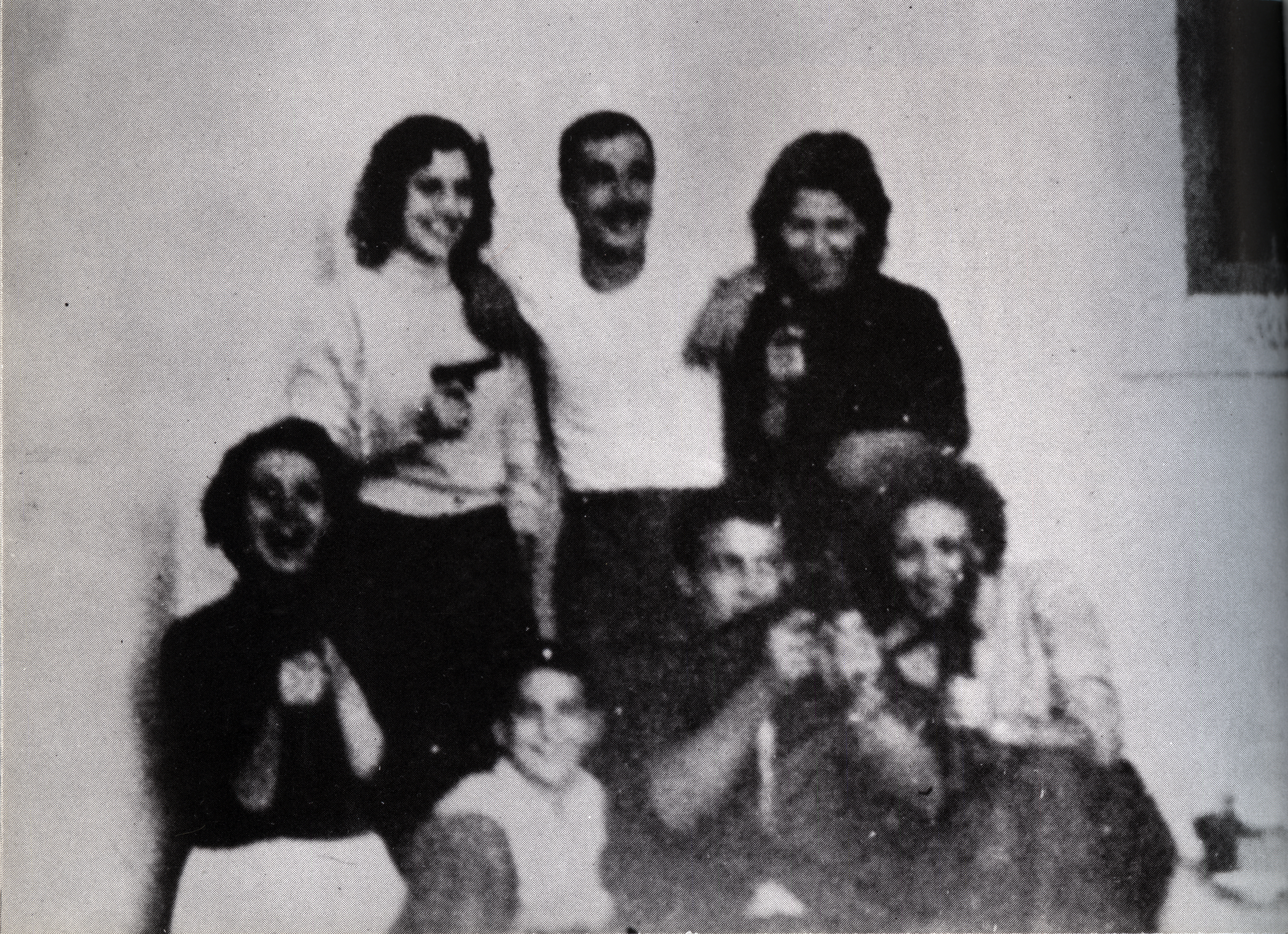
De gauche à droite au fond : Djamila Bouhired, Yassef Saadi, Hassiba Ben Bou Ali. Devant, de gauche à droite : Samia Al-Akhdari, Petit Omar, Ali Lapointe et Zahra Dharif.

## Décorations
- Djadir de l'ordre du Mérite national d'Algérie.
- Grand-officier de l'ordre de la République (Tunisie)[14].